# Maastricht Wildcats 2018
Questa voce raccoglie le informazioni riguardanti i Maastricht Wildcats nelle competizioni ufficiali della stagione 2018.

## Eerste Divisie 2018

### Stagione regolare
| Maastricht 25 febbraio 2018, ore 14:00 2ª giornata | Maastricht Wildcats | 6 – 47 referto | Alphen Eagles |  |

| L'Aia 25 marzo 2018, ore 14:00 6ª giornata | Den Haag Raiders '99 | 35 – 6 (6-6 14-0 15-0 0-0) referto | Maastricht Wildcats |  |

| Loosdrecht 1º aprile 2018, ore 11:00 7ª giornata | Maastricht Wildcats | 20 – 0 (a tavolino) referto | Nijmegen Pirates |  |

| Almere 15 aprile 2018, ore 14:00 8ª giornata | Flevo Phantoms | 33 – 6 (0-6 14-0 6-0 13-0) referto | Maastricht Wildcats |  |

| Maastricht 22 aprile 2018, ore 14:00 9ª giornata | Maastricht Wildcats | 35 – 0 (7-0 7-0 21-0 0-0) referto | Tilburg Wolves |  |

| Tilburg 28 aprile 2018, ore 19:00 10ª giornata | Tilburg Wolves | 7 – 39 (0-12 0-21 7-0 0-6) referto | Maastricht Wildcats |  |

| Alphen aan den Rijn 13 maggio 2018 12ª giornata | Alphen Eagles | 20 – 0 (a tavolino) referto | Maastricht Wildcats |  |

| Nimega 20 maggio 2018, ore 14:00 13ª giornata | Nijmegen Pirates | 34 – 14 (0-0 22-14 12-0 0-0) referto | Maastricht Wildcats |  |

| Maastricht 10 giugno 2018, ore 14:00 16ª giornata | Maastricht Wildcats | 0 – 20 (a tavolino) referto | Den Haag Raiders '99 |  |

| Maastricht 17 giugno 2018, ore 14:00 17ª giornata | Maastricht Wildcats | 16 – 34 referto | Flevo Phantoms |  |

## Statistiche di squadra
| Competizione            | %Vittorie | In casa | In casa | In casa | In casa | In casa | In casa | In trasferta | In trasferta | In trasferta | In trasferta | In trasferta | In trasferta | Totale | Totale | Totale | Totale | Totale | Totale |
| Competizione            | %Vittorie | G       | V       | N       | P       | Pf      | Ps      | G            | V            | N            | P            | Pf           | Ps           | G      | V      | N      | P      | Pf     | Ps     |
| ----------------------- | --------- | ------- | ------- | ------- | ------- | ------- | ------- | ------------ | ------------ | ------------ | ------------ | ------------ | ------------ | ------ | ------ | ------ | ------ | ------ | ------ |
| EeD - Stagione regolare | .300      | 5       | 2       | 0       | 3       | 77      | 101     | 5            | 1            | 0            | 4            | 65           | 129          | 10     | 3      | 0      | 7      | 142    | 230    |
| Totale                  | .300      | 5       | 2       | 0       | 3       | 77      | 101     | 5            | 1            | 0            | 4            | 65           | 129          | 10     | 3      | 0      | 7      | 142    | 230    |